# د. هوارد هيتشكوك
د. هوارد هيتشكوك (بالإنجليزية: D. Howard Hitchcock)‏ هو رسام أمريكي، ولد في 15 مايو 1861 في هيلو في الولايات المتحدة، وتوفي في 1943 في هونولولو في الولايات المتحدة.